# Coryogalops
A Coryogalops a csontos halak (Osteichthyes) főosztályának a sugarasúszójú halak (Actinopterygii) osztályába, ezen belül a sügéralakúak (Perciformes) rendjébe, a gébfélék (Gobiidae) családjába és a Gobiinae alcsaládjába tartozó nem.

## Rendszerezés
A nembe az alábbi 9 faj tartozik:
- Coryogalops adamsoni (Goren, 1985)
- Coryogalops anomolus Smith, 1958 - típusfaj
- Coryogalops bretti Goren, 1991
- Coryogalops bulejiensis (Hoda, 1983)
- Coryogalops monospilus Randall, 1994
- Coryogalops ocheticus (Norman, 1927)
- Coryogalops sordida (Smith, 1959)
- Coryogalops tessellatus Randall, 1994
- Coryogalops william (Smith, 1948)